# Alois von Mazzuchelli

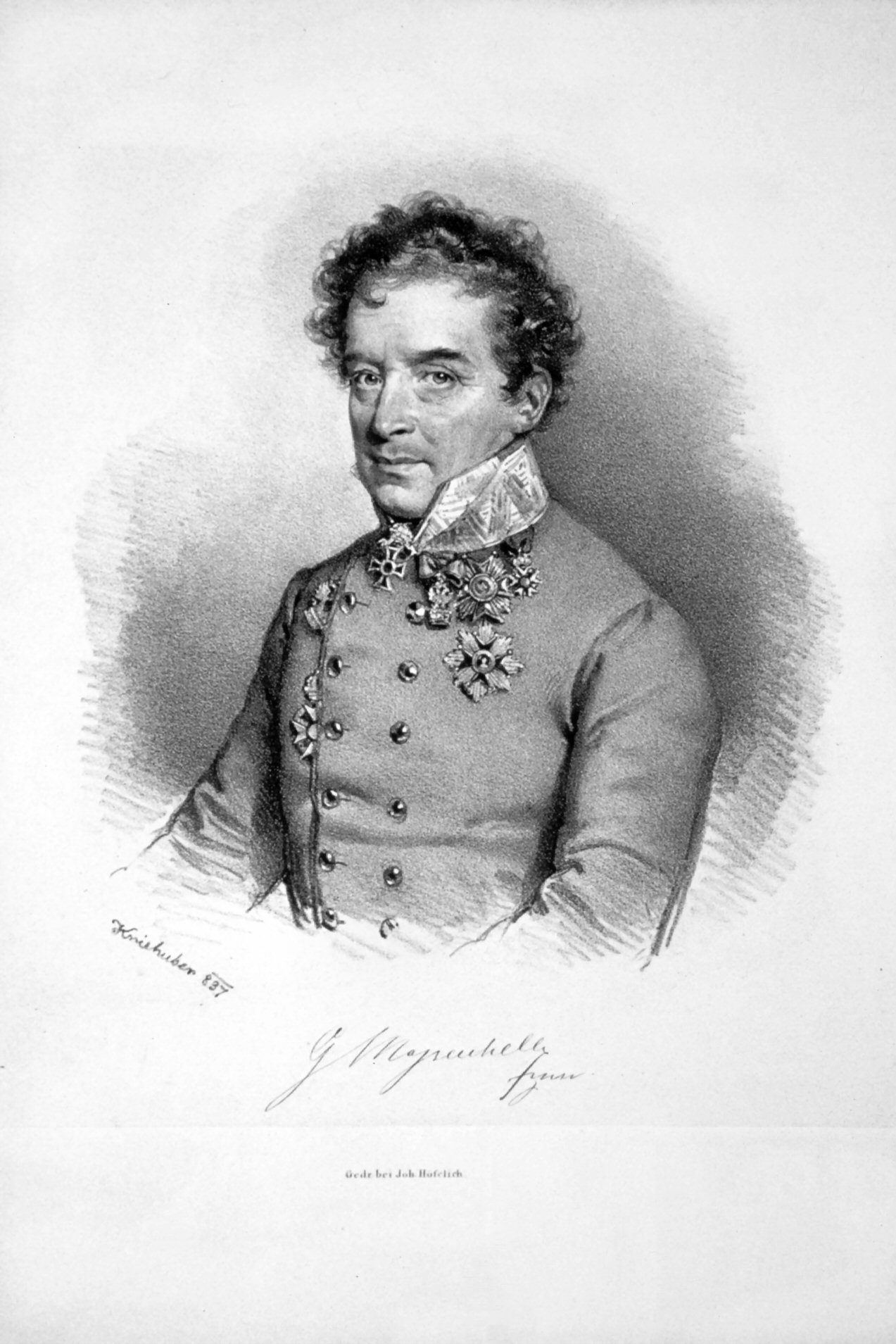
Feldzeugmeister Alois von Mazzuchelli (1776–1868)

Graf Alois von Mazzuchelli (it:. Luigi Mazzuchelli, * 17. September 1776 in Brescia; † 5. August 1868 in Vöslau) war ein italienischer General unter Napoleon, dann k. k. Feldzeugmeister sowie Inhaber des k. k. Infanterieregiments Nr. 10 und Gouverneur von Mantua.

## Herkunft
Die Familie wurde 1736 in den venezianischen Adel aufgenommen. Sein Vater war Franz von Mazzuchelli.

## Leben
Mazzuchelli trat in jungen Jahren der italienischen Armee bei. Während der Napoleonischen Kriege kämpfte er mit den Franzosen in Spanien. Im September 1808 wurde die zweite Italienische Division unter Pino nach Spanien verlegt. Mazzuchelli war dort Divisionskommandeur, dabei war auch die Division des Generals Fontana und die Kavallerie unter Giovanni Villata (1777–1843). Die Italiener waren am 5. Dezember 1808 an der Eroberung von Rosas beteiligt. Am 12. April 1809 kämpfte Mazzuchelli im Gefecht bei Felice. Die Division Pino kämpfte am 26. September 1809  in der Schlacht bei Gerona, wo sie die spanische Bagage eroberten. Mazzuchelli trieb dabei das Regiment O'Donnel bis in die Festung Gerona zurück. Im Gefecht bei Massanas besiegte er am 7. November den General Quadrado. Im Januar 1810 eroberte er die Stadt Hostalrich und belagerte das dortige Fort, das am 13. Mai 1810 erobert wurde. Am 28. Oktober 1811 brach seine Division unter schweren Verlusten nach Daroca durch, in November wurden die Spanier am rechten Ufer des Ebro geschlagen und mussten die Belagerung des Forts Molina aufgeben. Am 10. Januar 1812 kapitulierte Valencia und Mazzucchelli wurde zum Gouverneur der Festung ernannt, er blieb dort bis zu Räumung der Festung durch die Franzosen Ende Dezember 1813. Er erhielt noch vom Kaiser den Orden der eisernen Krone 2. Klasse. Außerdem wurde er Offizier der Ehrenlegion.
In dieser Zeit stieg er bis zum General-Lieutenant auf. Nach der Niederlage der Franzosen wurde er am 1. April 1814 mit dem Rang als Feldmarschall-Lieutenant in die österreichische Armee übernommen. Er nahm unter Hohenzollern-Hechingen an der Belagerung von Straßburg teil. Er kommandierte seine Division so hervorragend, dass er dafür mit dem Kommandeurskreuz des Leopold-Ordens ausgezeichnet wurde. Vom Großherzog von Banden erhielt er 1815 das Kommandeurskreuz des Karl-Friedrich-Verdienstordens.
Nach dem Krieg  wurde er im Jahr 1817 zum Inhaber des Infanterie-Regiments Nr. 10 ernannt. Mazzuchelli fand als Divisionär und Stellvertreter des kommandierenden Generals von Innerösterreich Verwendung. 1830 wurde er k. k. Hofkriegsrat. Außerdem wurde er Feldzeugmeister sowie später kommandierender General in Mähren und Schlesien.
Anschließend kam er 1839 als Gouverneur in die Festung Mantua. Am 28. Juni 1830 wurde er in den österreichischen Grafenstand aufgenommen.

## Familie
Mazzuchelli heiratete am 18. März 1800 Pauline d’Eydery de St. Laurent (* 24. Juni 1784; † April 1859). Das Paar hatte mehrere Kinder:
- Isabella (* 19. Februar 1815) ⚭ 1842 Marquis Peter von Sordi, k. k. Kämmerer
- Helene (* 15. Mai 1818) ⚭ 1842 Graf Claudius von Bossi, k. k. Delegations-Adjunkten
- Johann (* 3. Juli 1811; † 11. Mai 1885), Abgeordneter des österreichischen Reichsrats ⚭ 1841 Freiin Maria Hentschel von Gutschdorf (* 22. Oktober 1822; † 21. März 1878), Tochter von Philipp Christian von Hentschel (* 25. November 1785; † 5. August 1855)